# Ascochyta opuli
Ascochyta opuli är en svampart som beskrevs av Oudem. . Ascochyta opuli ingår i släktet Ascochyta, ordningen Pleosporales, klassen Dothideomycetes, divisionen sporsäcksvampar och riket svampar.   Inga underarter finns listade i Catalogue of Life.